# Linda Lavin
Linda Lavin (Portland, 1937. október 15. –  Los Angeles, 2024. december 29.) Tony- és kétszeres Golden Globe-díjas amerikai színésznő.

## Élete és pályafutása
1969 és 1981 között Ron Leibman színész volt a férje. 1982 és 1991 között volt második házassága Kip Nivennel. 2005-ben harmadszor házasodott meg.

## Filmográfia
| Év   | Eredeti cím                                                     | Szerep                 | Magyar cím                         |
| ---- | --------------------------------------------------------------- | ---------------------- | ---------------------------------- |
| 1967 | Damn Yankees                                                    | Gloria Thorpe          |                                    |
| 1974 | The Morning After                                               | Toni                   |                                    |
| 1978 | Like Mom, Like Me                                               | Althea Gruen           |                                    |
| 1980 | The $5.20 an Hour Dream                                         | Ellen Lissick          |                                    |
| 1981 | A Matter of Life and Death                                      | Joy Ufema nőver        |                                    |
| 1983 | Another Woman's Child                                           | Terry DeBray           |                                    |
| 1984 | The Muppets Take Manhattan                                      | Doktornő               | Muppet-show New Yorkban            |
| 1986 | Maricela                                                        | Mrs. Gannett           |                                    |
| 1987 | A Place to Call Home                                            | Liz Gavin              |                                    |
| 1987 | Lena: My 100 Children                                           | Lena Kuchler-Silberman |                                    |
| 1989 | See You in the Morning                                          | Aunt Sidney            |                                    |
| 1989 | I Want to Go Home                                               | Lena Apthrop           | Haza akarok menni                  |
| 1995 | A Dream Is a Wish Your Heart Makes: The Annette Funicello Story | Virginia Funicello     |                                    |
| 1996 | Stolen Memories: Secrets from the Rose Garden                   | Earline                |                                    |
| 1996 | The Ring                                                        | Ruth Liebman           | Danielle Steel: A gyűrű            |
| 1996 | For the Future: The Irvine Fertility Scandal                    | Marilyn Killane        |                                    |
| 1998 | Best Friends for Life                                           | Sarah "Coop" Cooper    |                                    |
| 2002 | Collected Stories                                               | Ruth Steiner           |                                    |
| 2010 | The Back-up Plan                                                | Nana                   | Ilyen a formám                     |
| 2012 | Wanderlust                                                      | Shari                  | Hippi-túra                         |
| 2013 | A Short History of Decay                                        | Sandy Fisher           |                                    |
| 2015 | The Intern                                                      | Patty                  | A kezdő                            |
| 2016 | Manhattan Night                                                 | Norma Segal            |                                    |
| 2016 | Bakery in Brooklyn                                              | Isabelle               |                                    |
| 2017 | How to Be a Latin Lover                                         | Millicent Dupont       | Hogyan legyél latin szerető        |
| 2019 | Nancy Drew and the Hidden Staircase                             | Flora                  |                                    |
| 2021 | Naked Singularity                                               | Judge Cymbeline        | A meztelen egyediség               |
| 2021 | Being the Ricardos                                              | idős Madelyn Pugh      | Az élet Ricardóéknál               |
| 2022 | 'Diary of a Wimpy Kid: Rodrick Rules                            | Barb (hang)            | Egy ropi naplója: Rodrick a király |

## Fordítás
- Ez a szócikk részben vagy egészben  a   Linda Lavin című angol Wikipédia-szócikk fordításán alapul.  Az eredeti cikk szerkesztőit annak laptörténete sorolja fel. Ez a jelzés csupán a megfogalmazás eredetét és a szerzői jogokat jelzi, nem szolgál a cikkben szereplő információk forrásmegjelöléseként.